# Banca nazionale del Belgio
La Banca nazionale del Belgio (in francese: Banque Nationale de Belgique - BNB; in olandese: Nationale Bank van België - NBB) è la banca centrale del Belgio dal 1850. Dall'11 marzo 2015 il suo governatore è Jan Smets.

## Storia
Dal 1830, anno di fondazione dello Stato belga, fino al 1850, fu la Société générale de Belgique che svolse le funzioni di banca centrale.
Fu Walthère Frère-Orban che promosse la creazione della Banque nationale de Belgique, dotata del monopolio sull'emissione della moneta e sulla fissazione del tasso di sconto. Egli fondò anche una cassa di previdenza per gli operai, che ebbe scarso successo.
La banca centrale è una società per azioni quotata in borsa, ma per metà di proprietà statale.
Victor Hugo fu un importante azionista della Banque Nationale de Belgique grazie agli introiti del suo romanzo I Miserabili.
Nel giugno 1940 le riserve auree e valutarie della Banca Nazionale furono custodite per qualche settimana presso la sede di Poitiers della Banque de France, per essere poi inviate a Londra via Bordeaux.

## Struttura
Il capitale sociale della Banca è detenuto al 50% dallo Stato belga. Il rimanente 50% è quotato alla borsa Euronext Brussels (Euronext: BNB) e le relative azioni possono avere due forme: nominative o smaterializzate. La Banque nationale de Belgique non è l'unica banca centrale ad essere quotata in borsa.

## Compiti
La BNB svolge i seguenti compiti:
- Politica monetaria europea: la Banca partecipa attivamente all'elaborazione e all'attuazione della politica monetaria della zona Euro.
- Emissione di banconote: è il compito più visibile della Banca. La moneta metallica è, invece, coniata dalla Monnaie Royale
- Studi e informazioni: la Banca svolge un'importante attività di raccolta dei dati economici, di analisi ed elaborazione degli stessi, di diffusione dei risultati di tali studi[5].
- Stabilità finanziaria: un obiettivo importante della banca centrale è il mantenimento di un sistema finanziario efficiente.
- Attività internazionale: la banca nazionale ha un ruolo attivo nella cooperazione internazionale.
- Servizi per lo Stato: la banca nazionale svolge l'attività di Tesoreria per lo Stato belga ed è incaricata della gestione quotidiana dei Fonds des Rentes (istituto pubblico autonomo che gestisce obbligazioni).
- Servizi al settore finanziario: la banca ha un ruolo guida nel settore finanziario e a tal fine ha sviluppato una serie di servizi alle banche, il cui fatturato è raddoppiato dal 2008.
- Servizi per il pubblico: la BNB mette a disposizione del pubblico il proprio museo di storia della banca, della moneta e dell'economia.

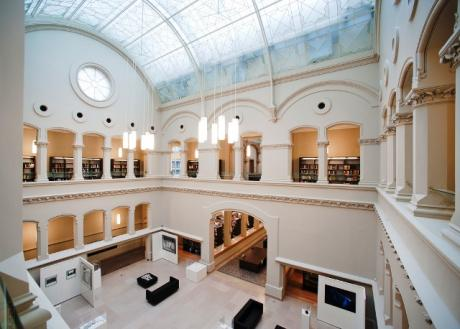
La grande sala di lettura e il lucernario della biblioteca

La Biblioteca della Banque nationale de Belgique è una delle più importanti biblioteche belghe di studi economici.